# 청실록
청실록(淸實錄)은 청나라에서 편찬한 실록으로, 청사 연구의 중요한 자료이다. 총 4326권에 달하며, 한문으로 쓰여져 있다. 후일 금과 원에서 작성한 《청사고》의 중요 참고자료가 되었다.

## 목록
| 순서 | 부제                          | 권   | 편찬 연도          | 정식 제목 | 기타                                  |
| ---- | ----------------------------- | ---- | ------------------ | --------- | ------------------------------------- |
| 1    | 만주실록 滿洲實錄             | 8    | 1635년 (천총 9년)  |           | 만주어, 몽골어와 한문으로 쓰여져 있다 |
| 2    | 태조고황제실록 太祖高皇帝實錄 | 9    | 1655년 (순치 12년) | [ a ]     |                                       |
| 3    | 태종문황제실록 太宗文皇帝實錄 | 65   | 1655년 (순치 9년)  | [ b ]     |                                       |
| 4    | 세조장황제실록 世祖章皇帝實錄 | 144  | 1672년 (강희 11년) | [ c ]     |                                       |
| 5    | 성조인황제실록 聖祖仁皇帝實錄 | 300  | 1731년 (옹정 9년)  | [ d ]     |                                       |
| 6    | 세종헌황제실록 世宗憲皇帝實錄 | 159  | 1741년 (건륭 6년)  | [ e ]     |                                       |
| 7    | 고종순황제실록 高宗純皇帝實錄 | 1500 | 1799년 (가경 4년)  | [ f ]     |                                       |
| 8    | 인종예황제실록 仁宗睿皇帝實錄 | 373  | 1824년 (도광 4년)  | [ g ]     |                                       |
| 9    | 선종성황제실록 宣宗成皇帝實錄 | 476  | 1856년 (함풍 6년)  | [ h ]     |                                       |
| 10   | 문종현황제실록 文宗顯皇帝實錄 | 356  | 1866년 (동치 5년)  | [ i ]     |                                       |
| 11   | 목종의황제실록 穆宗毅皇帝實錄 | 374  | 1879년 (광서 5년)  | [ j ]     |                                       |
| 12   | 덕종경황제실록 德宗景皇帝實錄 | 597  | 1921년 (선통 13년) | [ k ]     |                                       |
| 13   | 선통정기 宣統政紀             | 70   |                    |           |                                       |

1. ↑  대청태조승천광운성덕신공조기입극인효예무단의흠안홍문정업고황제실록(大淸太祖承天廣運聖德神功肇紀立極仁孝睿武端毅欽安弘文定業高皇帝實錄)
2. ↑  대청태종응천흥국홍덕창무관온인성예효경민소정융도현공문황제실록(大淸太宗應天興國弘德彰武寬溫仁聖睿孝敬敏昭定隆道顯功文皇帝實錄)
3. ↑  대청세조체천융운정통건극영예흠문현무대덕홍공지인순효장황제실록(大淸世祖體天隆運定統建極英睿欽文顯武大德弘功至仁純孝章皇帝實錄)
4. ↑  대청성조합천홍운문무예철공검관유효경성신중화공덕대성인황제실록(大淸聖祖合天弘運文武睿哲恭儉寬裕孝敬誠信中和功德大成仁皇帝實錄)
5. ↑  대청세종경천창운건중표정문무영명관인신의대효지성헌황제실록(大淸世宗敬天昌運建中表正文武英明寬仁信毅大孝至誠憲皇帝實錄)
6. ↑  대청고종법천융운지성선각체원입극수문분무효자신성순황제실록(大淸高宗法天隆運至誠先覺體元立極敷文奮武孝慈神聖純皇帝實錄)
7. ↑  대청인종수천흥운부화수유숭문경무효공근검단민영철예황제실록(大淸仁宗受天興運敷化綏猷崇文經武孝恭勤儉端敏英哲睿皇帝實錄)
8. ↑  대청선종효천부운입중체정지문성무지용인자검근효민성황제실록(大淸宣宗效天符運立中體正至文聖武智勇仁慈儉勤孝敏成皇帝實錄)
9. ↑  대청문종협천익운집중수모무덕진무성효연공단인관민현황제실록(大淸文宗協天翊運執中垂謨懋德振武聖孝淵恭端仁寬敏顯皇帝實錄)
10. ↑  대청목종계천개운수중거정보대정공성지성효신민공관의황제실록(大淸穆宗繼天開運受中居正保大定功聖智誠孝信敏恭寬毅皇帝實錄)
11. ↑  대청덕종동천숭운대중지정경문위무인효예지단검관근경황제실록(大淸德宗同天崇運大中至正經文緯武仁孝睿智端儉寬勤景皇帝實錄)